# 马朗巴
马朗巴（法語：Marambat，法語發音：[maʁɑ̃ba]）是法国热尔省的一个市镇，属于欧什区。

## 地理
马朗巴（43°46'34"N, 0°18'52"E）面积9.7 平方千米，位于法国奧克西塔尼大區热尔省，该省份为法国西南部内陆省份，北起顺时针与洛特-加龙省、塔恩-加龙省、上加龙省、上比利牛斯省、大西洋比利牛斯省和朗德省接壤。
与马朗巴接壤的市镇（或旧市镇、城区）包括：罗泽斯、巴伊斯河畔圣保罗、维克弗藏萨克。

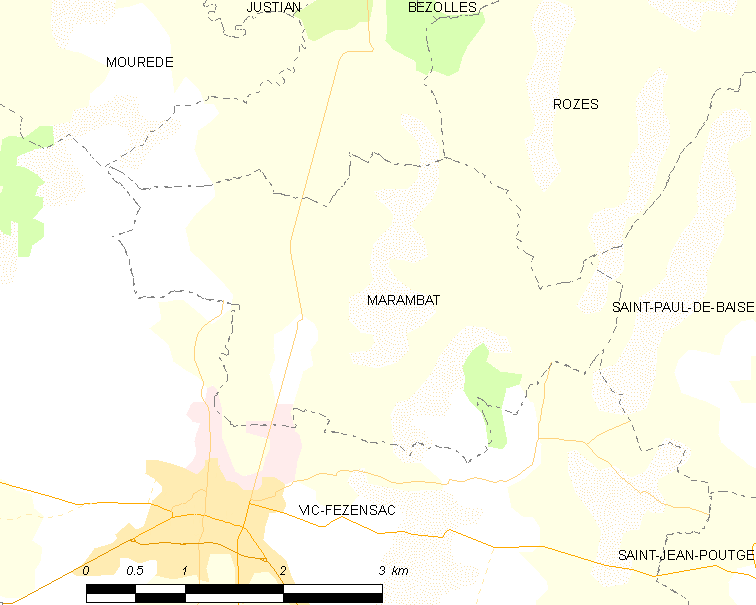
马朗巴的OSM定位图

马朗巴的时区为UTC+01:00、UTC+02:00（夏令时）。

## 行政
马朗巴的邮政编码为32190，INSEE市镇编码为32231。

## 政治
马朗巴所属的省级选区为弗藏萨克县。

## 人口

1962-2008年间马朗巴人口变化图示

马朗巴于2022年1月1日时的人口数量为424人。